# Aldealseñor

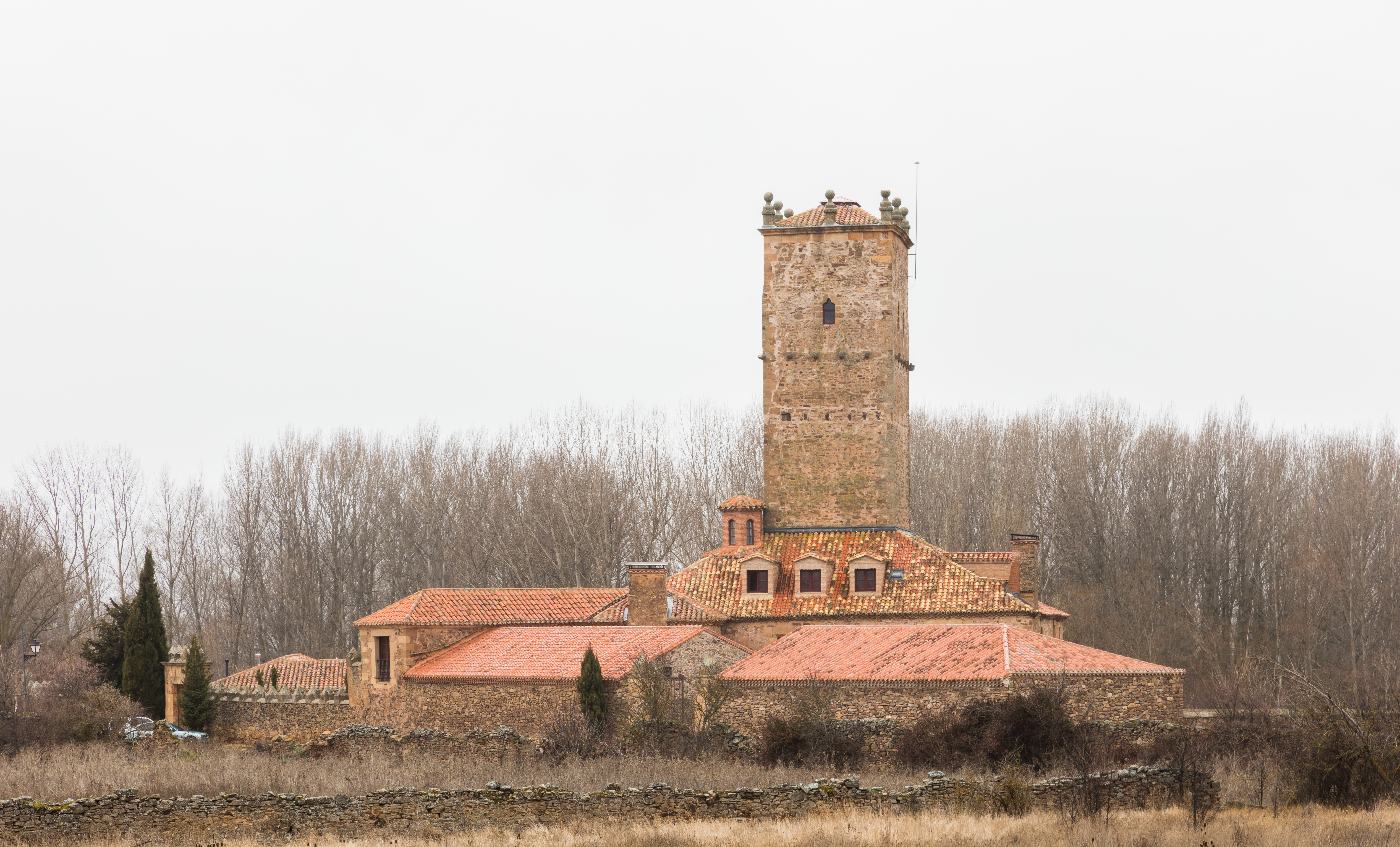
Palazzo de Aldealseñor.

Aldealseñor è un comune spagnolo di 47 abitanti situato nella comunità autonoma di Castiglia e León.
Nel 2003-2004 la regista Mercedes Álvarez vi ha girato il documentario El cielo gira.